# 西安地铁

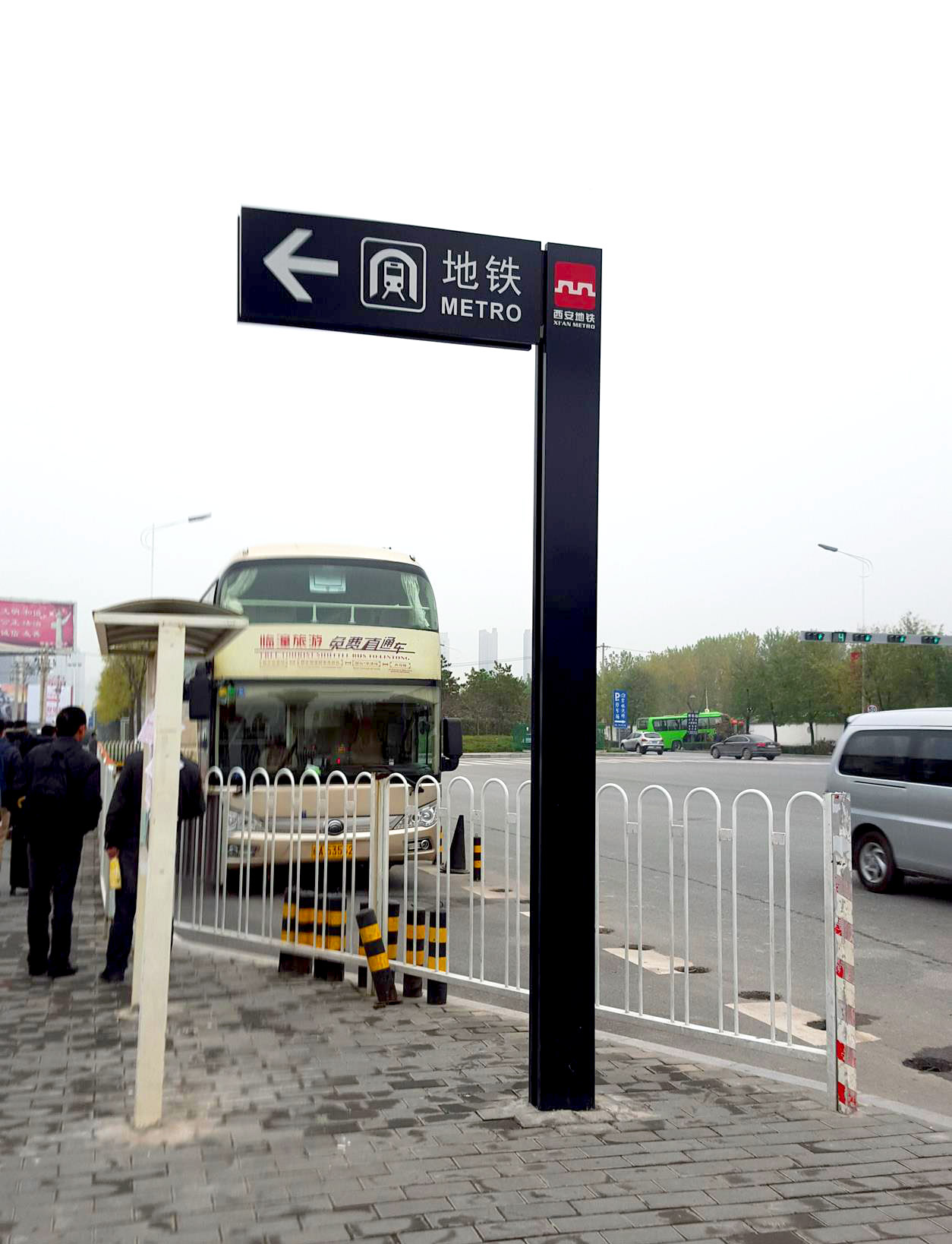
西安地铁指示牌

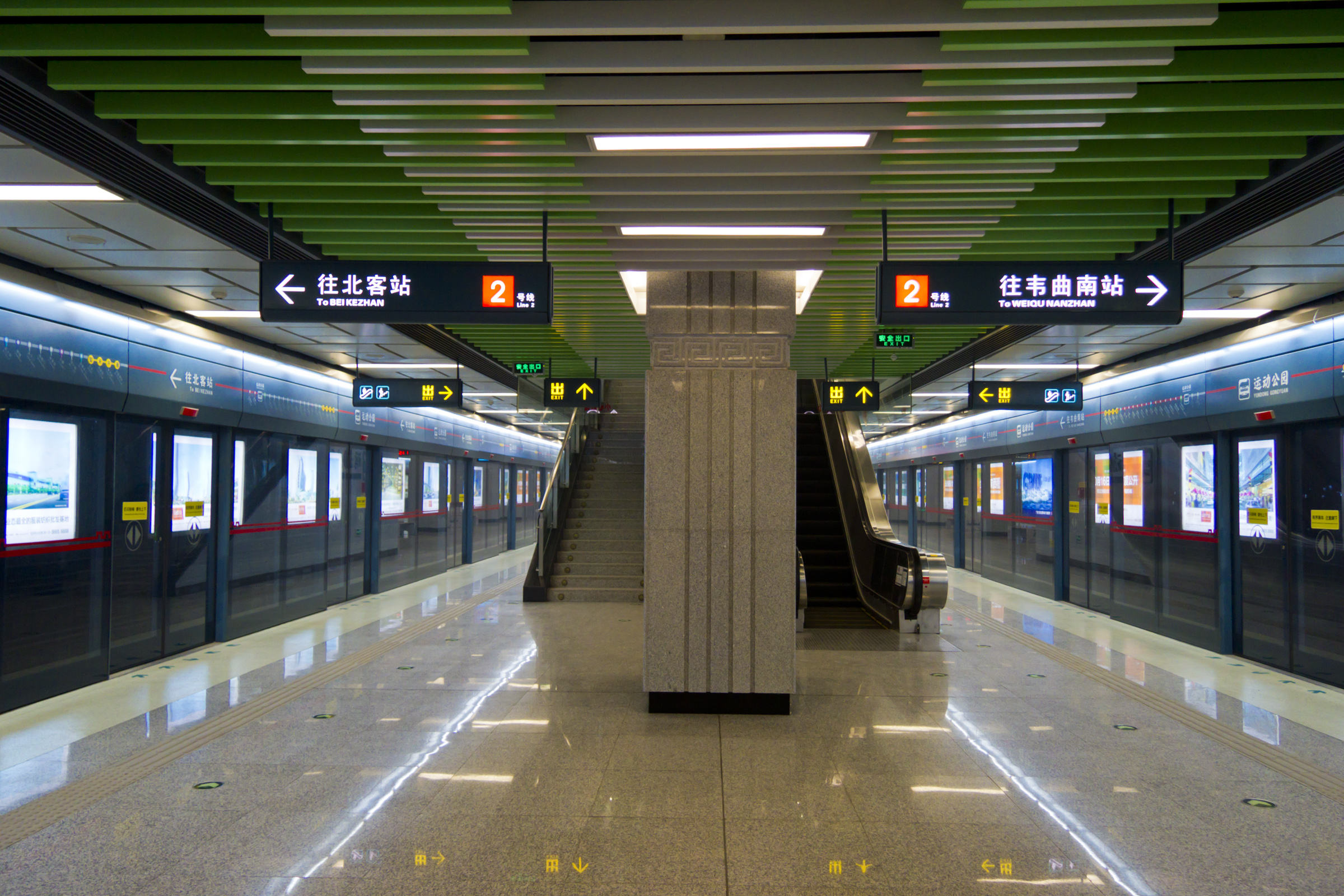
运动公园站站台

西安地铁，是中国陕西省西安市的城市轨道交通系统，始建于2006年9月，为西安市城市轨道交通系统的一部分。其第一条线路（西安地铁2号线）于2011年9月开通试运营，使西安市成为中国西北地区首座营运地铁的城市，同时也是中国大陆第14个营运地铁的城市，其运营网已经延伸至了相邻的咸阳市，截至目前，已投入运营1号线、2号线、3号线、4号线、5号线、6号线、8号线、9号线、10号线、14号线、16号线和西户线共271座车站，运营里程403.31公里（另西户线26.3公里）。西安地铁日均客流量超过390万人次，最高客流出现在2024年12月31日，达553.4万人次。
截至2024年12月，西安地铁15号线一期正在施工建设。根据2019年6月国家发改委批复的《西安市城市轨道交通第三期建设规划（2019-2024）》，西安市（含西咸新区）、咸阳市将在近期建成有12条线路运营、总长423公里的轨道网，并确定了远期关中城市群都市区城市轨道交通远景线网总长约986公里。
由于西安是中国十三朝古都，地下古代遗存丰富，地铁建设也常与考古发掘工作同步进行。西安地铁对于规划、勘探、发掘、保护的系列环节有一套严谨的流程规范，保证了文物安全与线路如期开通。

## 建设简史

### 早期规划
- 1970年代，西安市城防工程指挥部要求拆掉城墙，效仿北京修地下铁，并向上级提交了申请报告，计划获得军管的陕西省委的批准。后因缺乏资金导致计划搁浅。[7]
- 1980年代初，西安市开始策划、研究发展城市快速轨道交通。[8]
- 1987年，西安市地铁交通研究小组成立。[9]
- 1994年，在《西安城市总体规划（1995—2010年）》中，首次正式提出兴建4条城市轨道交通线路，长度73.17公里。
- 1999年，《西安城市总体规划（1995—2010年）》得到国务院批复意见。

### 第一期规划 （2004-2019）
- 2004年2月，西安市向国家发改委上报《西安市城市快速轨道交通建设规划》。
- 2006年6月，经过一年多的评估、调研、审核，国家发改委将《规划》上报国务院。
- 2006年9月13日，西安地铁项目正式获得国家批准，第一轮规划包括1号线一期及2号线一期。
- 2006年9月29日，首条线路——西安地铁2号线试验段开工建设。
- 2010年10月，第一期规划调整获发改委批复，包括1号线二期及3号线一期。
- 2011年9月16日，2号线一期工程（西安北站至會展中心站）开通试运营。
- 2013年9月15日，1号线一期工程（後衞寨站至紡織城站）开通试运营，西安地铁十字骨架初步形成，迎来换乘时代。[10]
- 2014年6月16日，2号线南段（會展中心站至韋曲南站）四站四区间开通。[11]
- 2016年11月8日，3号线一期工程（魚化寨站至保稅區站）开通试运营。[12]
- 2019年9月26日，1号线二期工程开通运营[13]。至此第一期规划线路全部投入运营。

### 第二期规划 （2013-2022）
- 2013年12月，第二期规划获发改委批复，包括4号线，5号线一期及6号线一期。
- 2016年2月，第二期规划调整获发改委批复，包括5号线二期，6号线二期及9号线一期。
- 2018年12月26日，4号线（航天新城站至西安北站）开通试运营，其中西安站因国铁西安站改造暂缓开通。[14]
- 2020年12月28日，5号线一、二期、6号线一期，9号线开通试运营[15]，其中5号线马腾空（不含）至西安东站，6号线西安国际医学中心（不含）至西安南站因国铁原因暂缓开通。
- 2022年12月29日，6号线二期工程通车。[16]

### 第三期规划 （2019-）
- 2019年6月12日，第三期建设规划（2018-2024年）获国家发改委批复，将建设1号线三期、2号线二期、8号线、10号线一期、14号线、15号线一期、16号线一期等7个项目[1]。
- 2020年12月31日，原先由陕西城际铁路有限责任公司运营的西安机场城际轨道移交给西安地铁运营[17]。
- 2021年6月29日，14号线开通试运营，机场线并入14号线[3]。
- 2023年6月27日，16号线开通试运营[18]，2号线运营区段向北延长至草滩站，向南延长至常宁宫站[19]。
- 2022年11月1日，西户线开通试运营。
- 2023年9月21日，1号线三期工程开通初期运营[20]。
- 2024年9月26日，10号线、5号线2期、6号线2期开通初期运营[21]。
- 2024年12月26日，8号线开通初期运营[22]。
- 2025年2月18日，14号线机场站开通试运营。

### 第四期规划
- 2024年1月3日，西安地铁官网发布《西安市城市轨道交通第四期建设规划环境影响评价信息一次公示》，公示包含六个项目，分别为3号线二期，7号线一期，11号线一期，12号线一期，16号线二期，21号线一期。
- 2024年2月，西安地铁官网发布《西安市城市轨道交通第四期建设规划环境影响评价信息二次公示》，建设规划总长138.1km，其中高架段4.3km，地下段127.5km。
- 2025年1月，西安地铁公司党委书记、董事长宋扬透露称第四期规划已取得报批要件，待完善后上报。[23]
- 2025年7月31日，市委宣传部、市政府新闻办确认第四期规划完成环境影响评价、文物影响及社会稳定风险评估，将在年底前尽快报批。[24]

## 路线
截至2025年2月，西安地铁共运营11条地铁线路，另利用国铁线路运营西户线。
|         |                             |                |               |                  |               |                                      |               |  |  |
| 线路    | 两端终点站                  | 首段启用时间   | 最近延伸时间  | 车站数           | 长度 （千米） | 车辆段/停车场                        | 列车 编组     |  |  |
| 1 号线  | 咸阳西站 - 纺织城           | 2013年9月15日  | 2023年9月21日 | 30               | 42.2          | 西咸车辆段/灞河停车场/珠泉路停车场   | 6B            |  |  |
| 2 号线  | 常宁宫 - 草滩               | 2011年9月16日  | 2023年6月27日 | 25               | 33.7          | 渭河车辆段/潏河停车场                | 6B            |  |  |
| 3 号线  | 魚化寨 - 保稅區             | 2016年11月8日  |               | 26               | 39.15         | 港务区车辆段/魚化寨停车场            | 6B            |  |  |
| 4 号线  | 航天新城 - 西安北站         | 2018年12月26日 |               | 29               | 35.2          | 航天城车辆段/草滩停车场              | 6B            |  |  |
| 5 号线  | 雁鸣湖 - 創新港             | 2020年12月28日 | 2024年9月26日 | 33               | 45.0          | 和平车辆段/雁鸣湖停车场/西江渡停车场 | 6B            |  |  |
| 6 号线  | 西安南 - 紡織城             | 2020年12月28日 | 2024年9月26日 | 32               | 39.6          | 侧坡车辆段/纺织城停车场              | 6B            |  |  |
| 8 号线  | 环线                        | 2024年12月26日 |               | 37               | 49.896        | 雁鸣湖车辆段/永城路停车场            | 6A            |  |  |
| 9 号线  | 紡織城 - 秦陵西             | 2020年12月28日 |               | 15               | 25.3          | 香王车辆段                           | 6B            |  |  |
| 10 号线 | 昭慧广场-井上村             | 2024年9月26日  |               | 17               | 34.2          | 永城路车辆段/高陵车辆段              | 4B/6B         |  |  |
| 14 号线 | 机场西（T1、T2、T3） - 贺韶 | 2019年9月29日  | 2021年6月29日 | 18               | 42.96         | 艺术中心车辆段/陆港停车场            | 6B            |  |  |
| 16 号线 | 诗经里-秦创原中心           | 2023年6月27日  |               | 9                | 15.1          | 沙河滩车辆基地                       | 6B            |  |  |
| 西户线  | 阿房宫南站-户县站           | 2022年11月1日  |               | 5（目前运营2座） | 26.3          | 鄠邑存车场                           | 国铁25G型客车 |  |  |

## 车站
西安地铁采用“一站一景”设计，每一座车站都拥有自己的独特风格，并用各种文化墙、浮雕、花纹装饰，重点车站配有地铁文化语音导览；设有各类主题车站，不定期推出主题展览、主题列车。
西安地铁是大中华地区第一个给每一座车站都设计独立标识的轨道交通系统，每一座车站都拥有兼具艺术功能与导视功能于一身的站徽；车站标准字体均为来源于碑林石刻的颜真卿等著名书法家的手书；展现了西安悠久的历史与深厚的人文氛围。

## 票务
- 西安地铁采用“里程计价制”。票价为起步价2元6公里，6-10公里3元；10-14公里4元；14-20公里5元；20-26公里6元；26公里以上每增加8公里增加1元[30]。原机场线采用单独定价，全程票价16元[31]，而2021年6月，14号线开通并与原机场线贯通运行后，原机场线部分的计费方式也与线网一致。采用非接触式IC卡车票，分为单程票和定值票。

单程票
- 无折扣
- 在自动售票机内选择目的车站及票数后，投入纸币5元、10元或硬币1元，即可出票和找零，亦可通过支付宝、微信扫描二维码付款，即可出票
- 单程票为IC卡，只需要在入站闸机处感应便可进入付费区；出站时只需将车票塞入出站闸机的插票口即可
- 购买后2小时未进站，车票自动作废；120分钟未出站须缴纳线网最高票价5元。

定值票
- 需在地铁客服中心人工购买
- 购买50元定值票预付人民币38元；购买100元定值票预付人民币60元
- 进站、出站均需在闸机处感应
- 定值票内余额使用完后，可换取一张线网内最高票额的单程票，且无2小时内进站时限。

免费乘车
- 使用长安通老年卡可在非高峰时段免费乘车（高峰时段：指周一至周五7:30-9:30、17:30-19:30）。[32]
- 长安通爱心卡适用于西安市内残障人士，持西安长安通支付有限责任公司认定的爱心卡可免费乘坐地铁。
- 西安市以外、西安市内未办理长安通爱心卡的残障人士，及革命伤残军人、伤残人民警察，持本人《盲人证》《残疾人证》《中华人民共和国残疾军人证》《中华人民共和国伤残人民警察证》等其他有效证件，在车站客服中心领取特殊车票，免费乘车。
- 一名成年乘客可携带一名身高1.3米（含）以下的儿童乘车，该儿童免票，若儿童超过一名的，须按超过人数购票乘车。

交通卡及支付工具
- 自2015年1月1日起，使用长安通普通卡可享受9折优惠，长安通学生卡可享受5折优惠
- 2017年12月30日起，持外地交通一卡通也可以在西安地铁乘车，但是不享受刷长安通的9折优惠。
- 2018年1月1日，西安地铁、西安城市管理局和蚂蚁金服三方联合宣布，只需在西安地铁App或者在“支付宝-付钱-乘车码”里领取“西安电子地铁卡”，即可在地铁闸机上扫手机二维码乘车。
- 2018年12月1日，西安地铁线网闸机改造工作全面完成，全线各车站所有闸机均可实现手机支付宝、微信扫码快速过闸功能。
- 2020年1月22日，西安地铁全线开通刷脸乘车，乘客需下载“智惠行”APP开通刷脸乘车功能。[33]

## 在建及规划路线
在第三期规划中，西安地铁有15号线（一期）在建。
| 线路    | 名称     | 开工日期   | 预计开通日期 | 两端终点站        | 车站数 | 长度 （千米） |
| ------- | -------- | ---------- | ------------ | ----------------- | ------ | ------------- |
| 5 号线  | 東延伸   |            | 有待確認     | 雁鳴湖-西安東站   | 1      | 0             |
| 15 号线 | 一期工程 | 2020年9月  | 2025年       | 细柳-韩家湾       | 13     | 19.5          |
| 17 号线 | 一期工程 | 預計2025年 | 中标公示     | 机场-富平行政中心 | 8      | 69.3          |

2019年6月12日，西安地铁第三期建设规划（2018-2024年）获国家发改委批复，包括1号线三期、2号线二期、8号线、10号线一期、14号线、15号线一期、16号线一期等7个项目
- 15号线一期工程自细柳站至韩家湾站，线路长19.5公里，均为地下线，设车站13座（细柳 - 纬三十八路 - 府君庙 - 祝村 - 郭杜西 - 郭杜 - 樱花广场 - 邮电大学 - 长安广场 - 航天城 - 东长安街 - 韩家湾），项目建设工期为5年。
- 17号线

### 近期规划
| 线路    | 名称     | 狀態   | 列車編組 | 两端终点站      | 车站数 | 长度 （千米） |
| ------- | -------- | ------ | -------- | --------------- | ------ | ------------- |
| 3 号线  | 二期西段 | 規劃中 | 6B       | 魚化寨 - 斗門南 | 3      | 5.0           |
| 3 号线  | 二期北段 | 規劃中 | 6B       | 保稅區 - 水流   | 2      | 3.1           |
| 7 号线  | 一期工程 | 規劃中 | 6A       | 西北大學-耿鎮   | 21     | 49.5          |
| 11 号线 | 一期工程 | 規劃中 | 6B       | 魚化寨-寶泉路   | 14     | 28.1          |
| 12 号线 | 一期工程 | 規劃中 | 6B       | 西晁-擺旗寨     | 8      | 20.5          |
| 21 号线 | 一期工程 | 規劃中 | 6B       | 港務大道-常家灣 | 13     | 24.6          |

2024年1月3日，西安地鐵官網發布《西安市都市軌道運輸第四期建設規劃環境影響評價資訊一次公示》，公示包含六個計畫，分別為3號線二期，7號線一期，11號線一期，12號線一期，16號線二期，21號線一期。但在後續規劃中，16號線二期已取消。
- 西安地铁7号线
- 西安地铁11号线
- 西安地铁12号线
- 西安地铁21号线

### 远期规划
- 西安地铁13号线
- 西安地铁18号线
- 西安地铁19号线
- 西安地铁20号线[34][35]

## 法律法规
2011年5月25日，西安市第十四届人大常委会第三十次会议通过《西安市城市轨道交通条例》。该条例自2011年9月1日起施行。西安成为中国第一个“地铁未通，法规先行”的城市。
2018年10月30日，西安市第十六届人大常委会第十五次会议通过新修订的《西安市城市轨道交通条例》。该条例自2019年3月1日起施行。西安市将加强地铁建设时的树木保护，并对一些违法行为设定了明确的处罚标准。
条例中规定地铁内禁止饮食。

## 重大事故及争议

### 施工事故
- 2009年8月2日上午9时，西安地铁1号线8标段洒金桥车站附近建设工地发生严重塌方，两名施工人员不幸被埋。这两名被埋人员分别是，53岁四川籍的甘祥宾和22岁的云南籍的涂千军；两人分别在被埋三小时后救出现场，但终因抢救无效死亡。这是西安地铁开工建设以来首次出现人员伤亡的事故。[37]
- 2013年5月6日凌晨，西安地铁3号线通化门至胡家庙区间始发井左北隧道开挖至8米进深，突然出现隧道顶部塌方。塌方发生后，两名作业人员经营救已被送往医院救治，其中一人骨折一人轻伤，均无生命危险；有两名作业人员未受伤，[38]汉中籍的王国生、杨全军、刘继红、周建军与西安籍的司斌五人虽经全力抢救但不幸遇难。[39][40]
- 2024年4月18日23时50分，尚处于调试阶段的10号线执行车辆型式试验时，因现场试验人员处置不当导致车辆追尾，造成1人死亡、2人受伤、车辆车头部分损坏。[41][42]

### 3号线使用问题电缆事件
2017年3月，一名自稱為奧凱電纜公司員工的網友在網路論壇發文，稱西安地鐵3號線因全線所用電纜的橫截面積小於標稱面積，而有過熱引發火災的危險。3月15日，涉事電纜的生產商奧凱電纜公司在網上發佈消息稱該網帖為造謠，公司方面已經報警。公司在西安地鐵建設招投標過程中無任何違法情況，提供的電纜經過質監局多次抽查均為合格產品。但經記者調查，奧凱電纜公司曾在2015年11月9日、2016年1月25日及2016年2月22日被西安市質監局以「生產銷售不符合國家標準的電力電纜，銷售偽造產品質量證明的電力電纜，以及銷售不符合國家標準的電力電纜」的理由處以行政處罰。
事发后，西安市人民政府表示已责成市监察局、质监局、安监局、公安局组成联合调查组立即开始调查核查复测检验，抽样送国家指定权威机构检测，检测结果将第一时间向社会公布。3月20日，初步檢驗結果出爐：經過國家電線電纜監督檢驗中心檢測，5份樣品全部不合格。西安市方面表示，雖然不合格電纜不影響行車安全，但地鐵將在最短時間內對不合格電纜進行更換。同日中共西安市委常委、市纪委书记杨鑫表示，奧凱電纜公司的8名相關人員已經被警方控制，生產場所與帳目也都已經被封存。

### 被曝工程承包受贿事件
在使用问题电缆事件后的2017年4月，有地铁公司员工在网络举报，西安地铁资源开发有限公司负责人王志强涉工程承包受贿，违规将西安地铁十余个地铁出口和用地，承包给个人公司陕西合力拓科技工贸有限公司。随后西安地铁公司表示已将网贴举报内容向市纪委反映。

### 安保人员强行拖拽乘客事件
2021年8月30日下午，一名年轻女性乘客与一名年老男性乘客在3号线列车上发生争执，列车到达大雁塔站后该女子被安保人员强行拖拽下车。现场视频显示，安保人员拉扯该女子时动作粗暴，其黑色连衣裙被扯烂，上身私密处露出，下身只剩底裤，个人物品散落一地。西安地铁在次日发布通告称列车安全员劝阻该女子无果后，“安保人员与其他热心乘客一起将该女乘客带离车厢”。事件引发大众热议，不少人认为西安地铁处理事件的手法不当，亦有网友不满当局在事件通报中淡化了安保人员的暴力行为。9月1日，西安警方接受采访时表示已介入处理该事件，交通运输部的官方微博账号在回复网友评论时亦称已将该事件进行上报。
北京京師律師事務所律師熊超表示，该安全員造成了侮辱，侵犯了女乘客的人身權利，應受相應的治安管理處罰。上海大邦律师事务所丁金坤律师认为该保安无执法权，不能拖曳之、侵犯其人身自由。
9月2日，西安市公安局发布通报，认为两位起争执的乘客扰乱公众秩序，由公安机关给予批评教育；涉事陈姓保安「工作方法简单粗暴，但尚不构成违法犯罪」，责令其所属保安公司将其停职并接受调查。西安市纪委监委亦在同日发布通报，西安地铁7名相关责任人被处以警告、谈话或调岗处理。